# Runding
Runding è un comune tedesco di 2 358 abitanti, situato nel land della Baviera.